# L'imprevisto
L'imprevisto és una pel·lícula dramàtica de coproducció franco-italiana del 1961 dirigida per Alberto Lattuada. Va formar part de la selecció oficial del Festival Internacional de Cinema de Sant Sebastià 1961, en el que va guanyar l'equivalent actual a la Conquilla de Plata al millor director.

## Argument
Thomas Plemian, professor d'anglès a Meaux (França), imparteix lliçons particulars a un industrial ric la dona del qual espera un fill. Molt ambiciós, el professor organitza, amb l'ajut d'un alumne, el segrest del nadó. Però el pla previst fracassa, perquè la dona del segrestador, estèril, es nega a renunciar al fill.

## Repartiment
- Anouk Aimée: Claire Plemian
- Tomas Milian: Thomas Plemian
- Raymond Pellegrin: Sérizeilles
- Jeanne Valérie: Juliette
- Jacques Morel: l'inspector de policia
- Yvette Beaumont: Suzanne